# Mickey Rooney
Mickey Rooney, właśc. Joseph Yule Jr. (ur. 23 września 1920 w Nowym Jorku, zm. 6 kwietnia 2014 w Los Angeles) – amerykański aktor, czterokrotnie nominowany do Oscara za role pierwszo- i drugoplanowe. W 1938 roku został laureatem Specjalnego Oscara za aktorstwo dziecięce, Academy Juvenile Award, a w 1982 otrzymał Honorowego Oscara za całokształt pracy aktorskiej.
8 lutego 1960 otrzymał cztery własne gwiazdy w Alei Gwiazd w Los Angeles znajdujące się przy 6211 Hollywood Boulevard (występ na żywo), 1718 Vine Street (film), 6541 Hollywood Blvd. (telewizja) i 6372 Hollywood Blvd. (radio).

## Życiorys

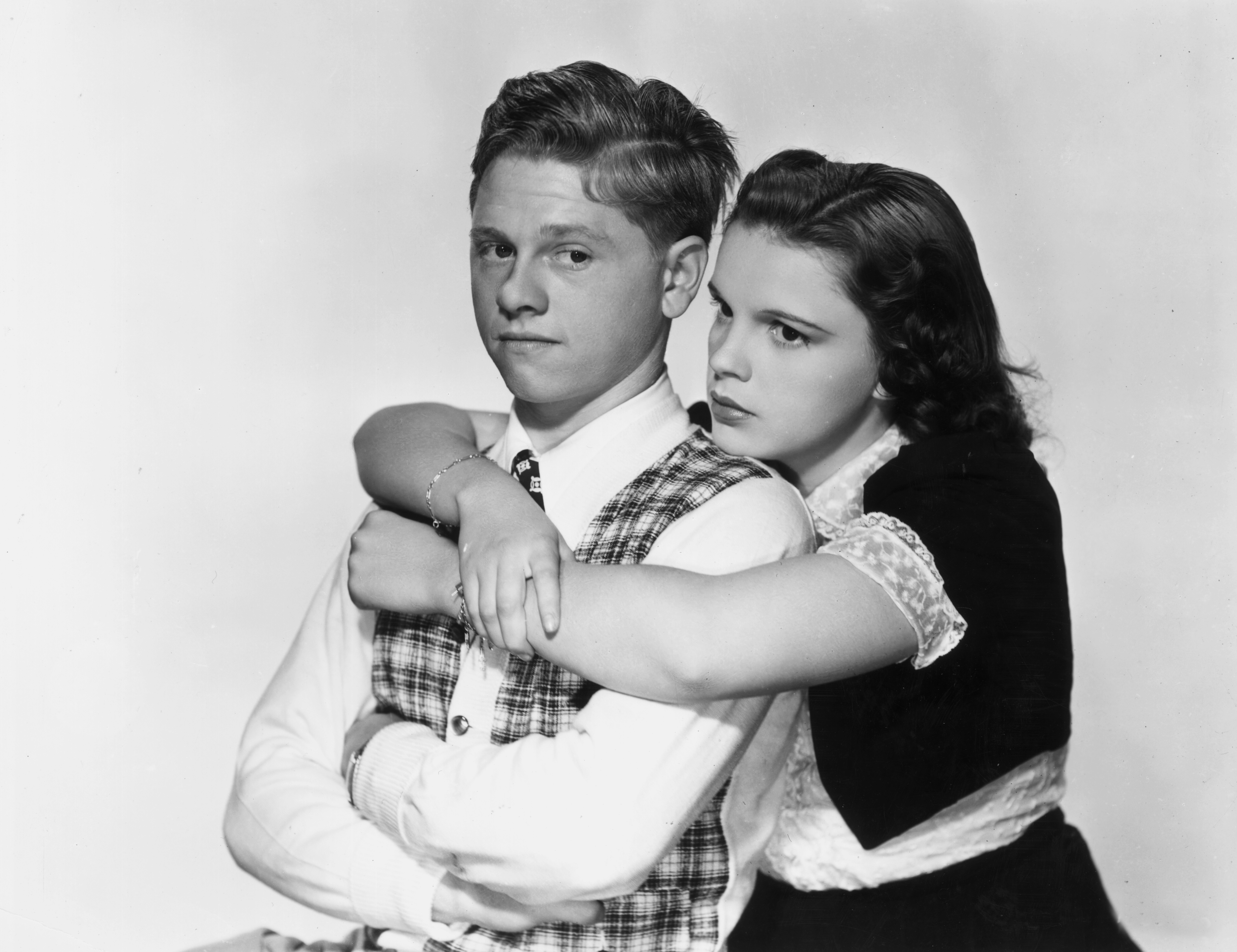
Mickey Rooney i Judy Garland na planie filmu Andy Hardy zakochany (1938)

Urodził się w Brooklynie w Nowym Jorku jako Ninnian Joseph Yule, Jr. Był synem pary artystów wodewilowych − Nellie W. Carter i Ninniana Josepha „Joego” Yule.
Występować zaczął w wieku 17 miesięcy w ramach rutynowych przedstawień organizowanych przez jego rodziców. Na ekranie pierwszy raz pojawił się w 1927 w serii krótkometrażowych filmów Mickey Circus. Występował wówczas pod pseudonimem „Mickey McGuire”. W 1934 podpisał swój pierwszy kontrakt z wytwórnią Metro-Goldwyn-Mayer. W 1938 ukończył Hollywood High School.
W 1938 przyznano mu Specjalnego Oscara za aktorstwo dziecięce, Academy Juvenile Award, razem z Deanną Durbin. W tym samym roku wystąpił u boku Judy Garland w filmie Babes in Arms, co przyniosło mu nominację do Oscara rok później. Występ w filmie Komedia ludzka przyniósł mu kolejną nominację. Szczyt popularność przypadł na czasy II wojny światowej. Wystąpił wówczas w wielu znanych dziś filmach, m.in. Wielka nagroda, Laski na Broadwayu czy serii filmów w których wcielał się w rolę Andy’ego Hardy. W latach 50. i 60. jego kariera zaczęła podupadać – występował wówczas w mało znanych serialach i niskobudżetowych filmach. Dopiero w roku 1980 powrócił na ekrany filmem Czarny rumak. Za tę rolę otrzymał kolejną nominację do nagrody Amerykańskiej Akademii Filmowej. W 1983 roku został nagrodzony Honorowym Oscarem za całokształt twórczości. W latach 90. wystąpił w kilku filmach dokumentalnych i fabularnych, m.in. Tajemnica Wilczej Góry, Babe: Świnka w mieście czy Cicha noc, śmierci noc V: Mordercze zabawki.
Sukcesem okazał się występ w filmie Noc w muzeum z 2006 roku. W roku 2011 pojawił się na planie Muppetów. W 2013 roku rozpoczął prace na planie filmu Noc w muzeum: Tajemnica grobowca. Film ten miał premierę już po śmierci Rooneya w grudniu 2014 roku.
Rooney zmarł 6 kwietnia 2014 w otoczeniu rodziny w swoim domu w North Hollywood w Los Angeles w wieku 93 lat. Został pochowany na Hollywood Forever Cemetery.

## Małżeństwa

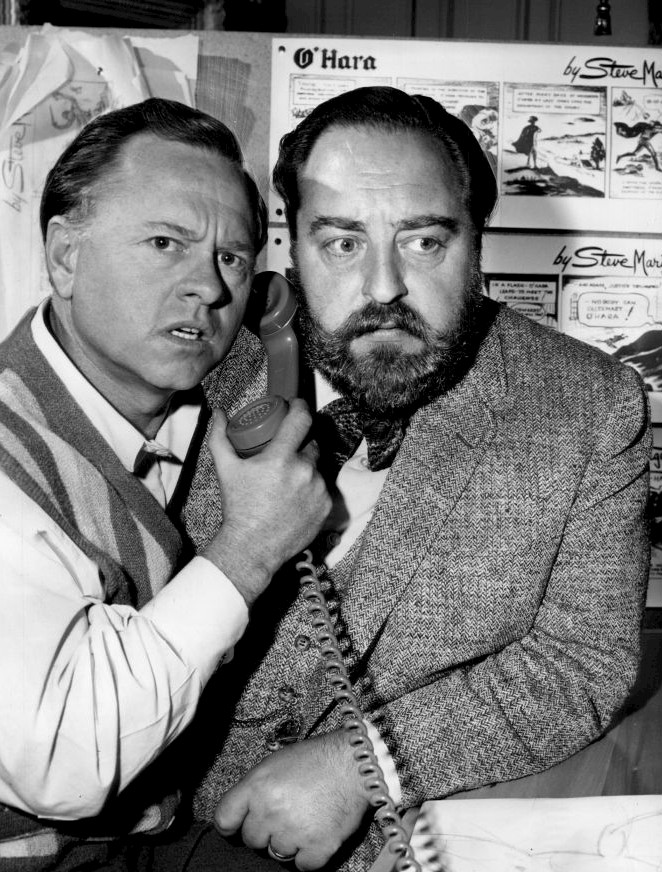
Mickey Rooney i Sebastian Cabot w roku 1961

| Żona                 | Lata      | Dzieci                                                                    |
| -------------------- | --------- | ------------------------------------------------------------------------- |
| Ava Gardner          | 1942–1943 |                                                                           |
| Betty Jane Rase      | 1944–1949 | Mickey Rooney Jr. (ur. 1945)                                              |
| Betty Jane Rase      | 1944–1949 | Tim Rooney (ur. 1947 zm. 2006)                                            |
| Martha Vickers       | 1949–1951 | Theodore Michael Rooney (ur. 1950)                                        |
| Elaine Devry         | 1952–1958 |                                                                           |
| Barbara Ann Thomason | 1958–1966 | Kelly Ann Rooney (ur. 1959)                                               |
| Barbara Ann Thomason | 1958–1966 | Kerry Rooney (ur. 1960)                                                   |
| Barbara Ann Thomason | 1958–1966 | Michael Rooney (ur. 1962)                                                 |
| Barbara Ann Thomason | 1958–1966 | Kimmy Sue Rooney (ur. 1963)                                               |
| Marge Lane           | 1966–1967 |                                                                           |
| Carolyn Hockett      | 1969–1975 | Jimmy Rooney (adoptowana z pierwszego związku Carolyn Hockett) (ur. 1966) |
| Carolyn Hockett      | 1969–1975 | Jonelle Rooney (ur. 1970)                                                 |
| Jan Chamberlin       | 1978–2014 |                                                                           |

## Filmografia
- 1927: Orchidee i gronostaje jako Mickey (niewymieniony w czołówce)
- 1928: Mickey in School jako Mickey

- 1929: Mickey in Love jako Mickey

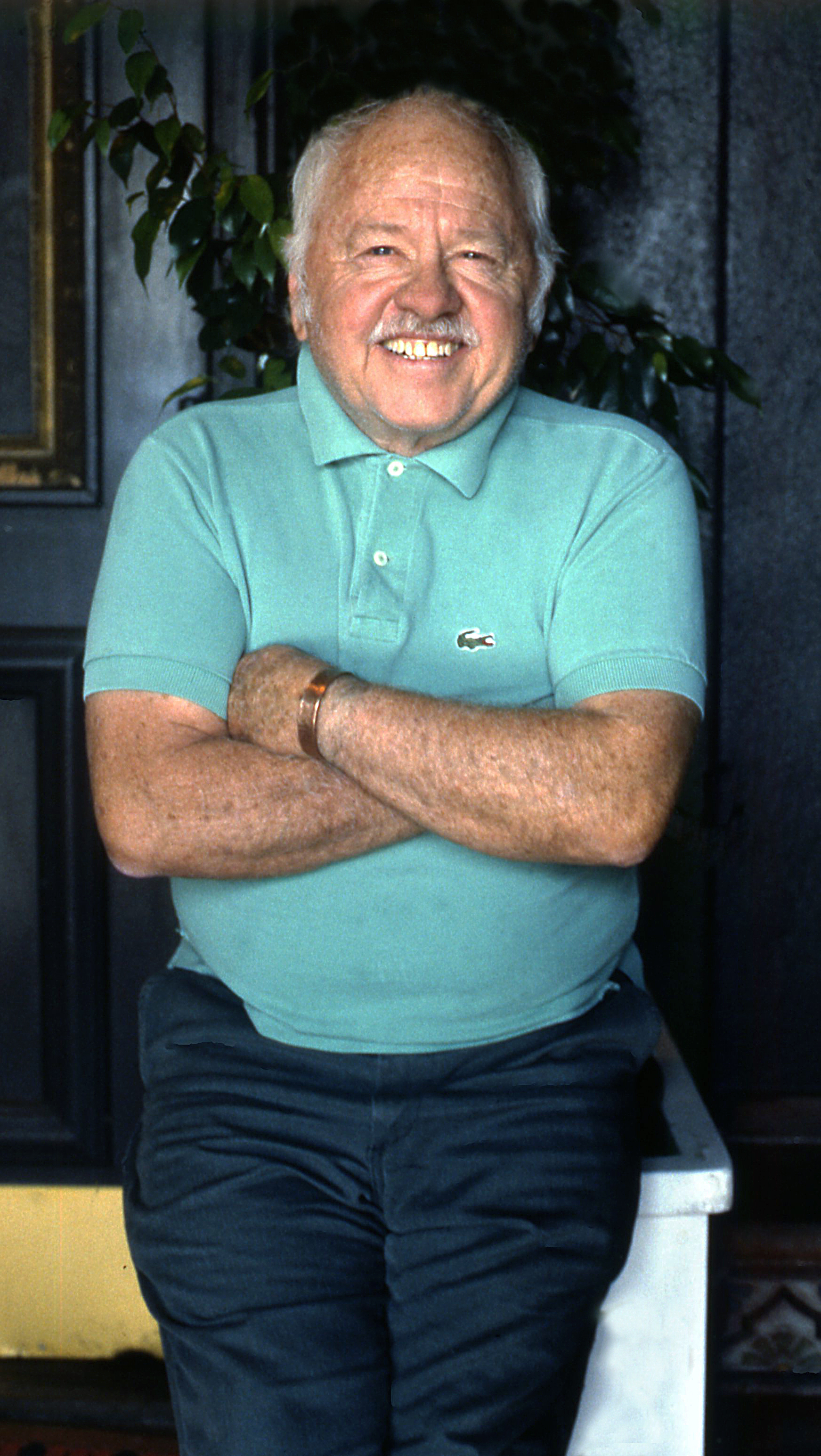
Mickey Rooney w roku 1986

- 1933: Wielka szansa jako Arthur Wilson
- 1934: Wielki gracz jako Blackie
- 1936: Młody lord Fauntleroy jako Dick Tipton
- 1937 :Mały dżentelmen jako Timmie Donovan
- 1937: Życie we dwoje jako Jerry Crump
- 1938: Miasto chłopców jako Whitey Marsh
- 1939: Babes in Arms jako Mickey Moran
- 1942: Laski na Broadwayu jako Tom
- 1943: Komedia ludzka jako Homer Macauley
- 1948: Słowa i muzyka jako Lorenz Hart
- 1948: Letnie wakacje jako Richard Miller
- 1949: The Big Wheel jako Billy Coy
- 1950: Ruchome piaski jako Dan
- 1951: Pasek jako Stanley
- 1955: Atomowe dziecko jako Barnaby
- 1956: The Bold and the Brave jako Dooley
- 1958: Komik jako Sammy Hogarth
- 1960: Prywatne życie Adama i Ewy jako Nick Lewis
- 1961: Śniadanie u Tiffany’ego jako pan Yunioshi
- 1962: Pożegnanie z ringiem jako Army
- 1964: Misja na Bałkanach jako Terence Scalon
- 1968: Nadzwyczajny marynarz jako C.J.W. Ogelthorphe
- 1971: Evil Roy Slade jako Nelson
- 1976: Szukajcie Wiktorii jako Trigger

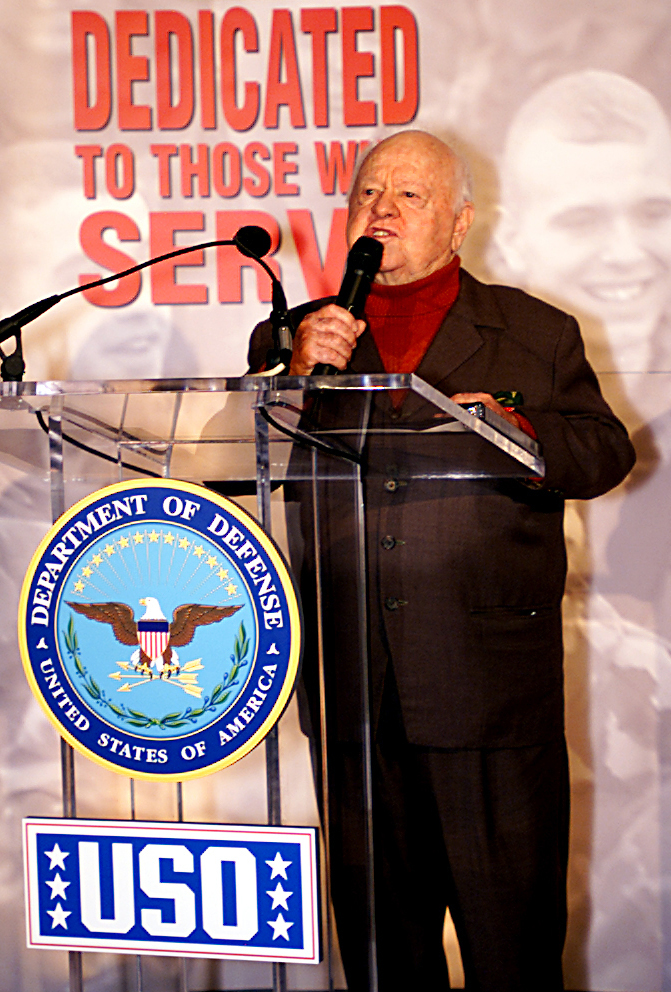
Mickey Rooney podczas przemowy W Pentagonie w 2000 roku

- 1979: Czarny rumak jako Henry Dailey
- 1981: Bill jako Bill Sackter
- 1985: Komandosi Hollywood jako Jack Bergan
- 1989: Eryk wiking jako dziadek Eryka
- 1991: Cicha noc, śmierci noc V: Mordercze zabawki jako Joe Petto
- 1994: Na falach jako Gabriel
- 1998: Chłopcy będą chłopcami jako Wellington
- 2000: Internet Love jako Mason
- 2003: Paradise jako Simon
- 2006: Noc w muzeum jako Gus
- 2008: Jaja w tropikach jako staruszek Carruthers
- 2009: Now Here jako Swifty
- 2010: Lalka Geralda jako doktor
- 2011: Muppety jako Mieszkaniec Smalltown
- 2012: The Woods jako Lester
- 2013: Driving Me Crazy jako pan Cohen
- 2014: Noc w muzeum: Tajemnica grobowca  jako Gus

## Nagrody
| Rok  | Nagroda                   | Kategoria                                                           | Film          |
| ---- | ------------------------- | ------------------------------------------------------------------- | ------------- |
| 1939 | Nagroda Akademii Filmowej | Oscar Specjalny (wraz z Deanną Durbin)                              | —             |
| 1964 | Złoty Glob                | Najlepsza gwiazdor telewizyjny                                      | Mickey (1963) |
| 1982 | Nagroda Emmy              | Wybitny aktor pierwszoplanowy w miniserialu lub filmie telewizyjnym | Bill (1981)   |
| 1982 | Złoty Glob                | Najlepszy aktor w miniserialu lub filmie telewizyjnym               | Bill (1981)   |
| 1983 | Nagroda Akademii Filmowej | Oscar Honorowy                                                      | —             |
| 1991 | Young Artist Award        | Nagroda za całokształt twórczości dla byłej gwiazdy dziecięcej      | —             |
| 1996 | Giffoni Film Festival     | Nagroda im. François Truffauta                                      | —             |